# Dzsabbárberdi kán
Dzsabbárberdi (meghalt 1419), az Arany Horda kánja.
Dzsabbárberdi egyike volt Toktamis kán fiainak. Toktamis elűzése után a nagy hatalmú Edögej emír bábjai ültek a káni trónuson. 1411-ben Toktamis fiai a Litván Nagyfejedelemség támogatásával megszerezték az uralmat az Arany Hordában, ám Edögej hatalmát nem tudták megtörni és hamarosan egymás között is vetélkedni kezdtek. 
1414-ben a Vytautas litván fejedelem által támogatott Dzsabbárberdi meggyilkolta bátyját, az akkori kánt, Karim Berdit. Helyére a litván párt rangidős képviselője, Kebek került. Muhammad Khondamir perzsa történetíró szerint Kebek után 1417-ben (vagy 1416-ban) Dzsabbárberdi lett a kán, Abdul Ghaffar szerint viszont a bátyjával való párharcában ő is halálos sebet kapott. 
1419-ben (vagy 1417-ben) Dervis kán letaszította a trónról és előbb a Krímre, majd Litvániába menekült ahol a saját útitársai megölték.     